# Sawayama
Sawayama (estilizado em letras maiúsculas) é o álbum de estreia da cantora e compositora nipo-britânica Rina Sawayama, lançado em 17 de abril de 2020, através da gravadora independente Dirty Hit. Uma continuação de seu extended play (EP) de estreia auto-lançado Rina (2017), recebeu ampla aclamação da crítica musical, especificamente pela grande variedade de gêneros musicais utilizados, bem como por sua nostalgia do ano 2000 e natureza "inteligente". Descrita pela própria Sawayama como sendo "sobre família e identidade", ela explora liricamente experiências pessoais tanto de sua infância quanto de idade adulta.
Sawayama foi produzido principalmente por Clarence Clarity e escrito por Sawayama, com trabalhos adicionais de músicos como Danny L Harle, Kyle Shearer, Jonathan Gilmore, Bram Inscore e Lauren Aquilina, entre outros. Musicalmente, o álbum é influenciado pelo pop mainstream dos anos 2000, nu metal, rock, R&B e dance-pop, entre outros gêneros.

## Antecedentes e promoção
Sawayama foi gravado em Londres e Los Angeles. Em uma coletiva de imprensa, a própria artista comentou sobre o que se trata o álbum:
| “ | É sobre família e identidade. Trata-se de compreender a si mesmo no contexto de duas culturas opostas (para mim, britânica e japonesa), o que significa “pertencer” quando o lar é um conceito em evolução, descobrir onde você se senta confortavelmente dentro e desajeitadamente fora dos estereótipos e, em última análise, tentar estar bem sendo apenas você, com verrugas e tudo. | ” |
|   | — Sawayama, Pitchfork. |   |

Musicalmente, Sawayama é produzido, executado e gravado em uma ampla variedade de gêneros. Influenciado principalmente por pop mainstream dos anos 2000, nu metal, rock, R&B e dance-pop, também foi notado pelos críticos por incluir elementos de arena rock, EDM, avant-pop, hyperpop, electro, art pop, house, glam metal, hip-hop, experimental, synth-pop, bubblegum pop, emo pop, grunge, industrial, dubstep, country pop, pop rock, gospel, glam rock, trap, trip hop, folk, J-pop e electro-dub.

### Músicas de trabalho
"STFU!" foi lançado como o single principal para o até então não anunciado álbum em 21 de novembro de 2019. É uma faixa nu metal e representa uma mudança de direção para Rina. A faixa estreou junto a um videoclipe, que foi co-dirigido por Ali Kurr e a cantora. O single recebeu aclamação crítica, alcançando uma pontuação 82 no site Album of The Year(baseado tanto nos críticos quanto nos usuários).
"Comme Des Garçons (Like the Boys)" foi lançado como segundo single de trabalho, junto a pré-venda do álbum, em 17 de janeiro de 2020. É uma faixa dance sobre emponderamento feminino e a "rejeição da masculinidade tradicional" por um homem gay. Um remix da faixa foi lançado um mês depois, em 21 de fevereiro de 2020, com a participação da artista Pabllo Vittar e um novo instrumental por Brabo. O videoclipe da música com a faixa original foi lançado no Youtube em 26 de fevereiro de 2020.
"XS" foi o terceiro single do LP lançado em 2 de março de 2020. Sawayama constatou que a faixa "é uma música que zomba do capitalismo em uma mundo afundando. Dado o fato que todos nós sabermos que a mudança global do clima esta acelerando e a extinção humana é uma possibilidade bem real durante nossas vida pareceu ser hilário para mim que marcas estavam aparecendo com novas roupagens todo mês, e figuras públicas estavam fazendo um gigante passeio em seus condomínios fechados, em Calabasas na mesma semana que estavam ocorrendo 'as tristes postagens sobre as queimadas na Austrália no Instagram". Esta faixa recebeu críticas positivas, com Sofia Meyers da Euphoria dizendo que "se esta é a direção que ela for tomar, nós todos estamos ansiosos para ver o que virá a seguir". Uma videoclipe da música foi lançado em 17 de abril de 2020.
"Chosen Family" foi o quarto single a ser lançando do álbum, no dia 3 de abril de 2020. Uma semana e meia antes do lançamento oficial da faixa, Sawayama vazou o refrão e as letras para que os fãs criassem as suas próprias versões. Um dia depois da faixa ser lançada, um video foi carregado na conta oficial da cantora no Youtube com as melhores versões criadas pelos fãs, e um tutorial de como tocar a faixa no violão.
"Bad Friend" é o quinto single do trabalho em 15 de abril de 2020, dois dias antes da estréia do álbum. Estreou diretamente pela BBC Radio 1. Sawayama descreveu a faixa como a sua favorita do projeto e constatou que ela foi escrita depois que descobriu através das redes sociais que a sua melhor amiga havia tido um bebê. Uma versão karaoke da faixa foi lançada no Youtube no mesmo dia do lançamento oficial.

## Recepção

### Críticas profissionais
| Críticas profissionais | Críticas profissionais |
| Pontuações agregadas   | Pontuações agregadas   |
| Fonte                  | Avaliação              |
| ---------------------- | ---------------------- |
| AnyDecentMusic?        | 8.3/10                 |
| Metacritic             | 89/100                 |
| Avaliações da crítica  |                        |
| Fonte                  | Avaliação              |
| AllMusic               | [ 28 ]                 |
| Clash                  | 9/10                   |
| Consequence of Sound   | A-                     |
| DIY                    | [ 31 ]                 |
| The Independent        | [ 10 ]                 |
| The Line of Best Fit   | 9/10                   |
| NME                    | [ 32 ]                 |
| Pitchfork              | 7.7/10                 |
| Q                      | [ 34 ]                 |
| Rolling Stone          | [ 13 ]                 |

Sawayama recebeu ampla aclamação da crítica musical e também dos ouvintes. No Metacritic, que atribui uma classificação normalizada de 100 com base nas críticas dos principais críticos, o álbum recebeu uma pontuação de 89 em 100, com base nas críticas de 14 críticos, indicando "aclamação universal" e tornando-se o 4º álbum mais avaliado do ano no site até o final de maio 2020.. O álbum foi avaliado com nota 8,3 de 10 no agregador AnyDecentMusic?.
A escritora do site The Line of Best Fit, Erin Bashford, chamou-o de "um disco habilmente inteligente [que] pega temas pessoais e musicais e os apresenta de uma forma que parece nunca ter sido feita antes". Ela também elogiou os "vocais fortes e emocionais" de Sawayama e "pegando motivos e estilos de todos os gêneros e épocas e fazendo a curadoria de algo que parece futurista", resumindo sua crítica afirmando que "Rina Sawayama é única, e seu álbum de estreia certamente não vai ficar quieto sobre isso". A NME elogiou Sawayama por ser "um primeiro passo animador de uma artista sem medo de empurrar o pop para novos caminhos". Escrevendo para a Pitchfork, Katherine St. Asaph descreveu Sawayama como "um flashback do Y2K que é uma reverencia a Evanescence e Korn, tanto para Britney e Christina." Em junho de 2020, Elton John chamou o álbum de "o álbum mais forte do ano até agora" e considerou a música "Bad Friend" como aquela pela qual "Madonna morreria" Tom Hull ficou menos impressionado, dando-lhe um B-menos e dizendo que "a música visa o rock de arena, às vezes com um pouco de dissonância, mas isso também não ajuda".

### Listas de fim de ano
| Crítica/Publicação   | Lista                                             | Posição | Ref.   |
| -------------------- | ------------------------------------------------- | ------- | ------ |
| Billboard            | Os 50 melhores álbuns de 2020                     | 20      | [ 39 ] |
| Consequence          | Os 50 melhores álbuns de 2020                     | 13      | [ 40 ] |
| Gigwise              | Os 51 melhores álbuns do Gigwise de 2020          | 1       | [ 41 ] |
| The Guardian         | Os 50 melhores álbuns de 2020                     | 3       | [ 42 ] |
| The Line of Best Fit | Os melhores álbuns de 2020 classificados          | 1       | [ 43 ] |
| The New York Times   | Melhores álbuns de 2020 (lista de Jon Caramanica) | 2       | [ 44 ] |
| NME                  | Os 50 melhores álbuns de 2020                     | 7       | [ 45 ] |
| Paste                | Os 50 melhores álbuns de 2020                     | 8       | [ 46 ] |
| The Skinny           | Os 10 melhores álbuns de 2020                     | 5       | [ 47 ] |
| USA Today            | Os 10 melhores álbuns de 2020                     | 2       | [ 48 ] |

## Alinhamento de faixas
| N.º            | Título                              | Compositor(es)                                | Produtor(es)                      | Duração |  |
| 1.             | "Dynasty"                           | Rina Sawayama Adam Crisp                      | Clarence Clarity Jonathan Gilmore | 3:08    |  |
| 2.             | "XS"                                | Sawayama Chris Lyon Kyle Shearer Nate Campany | Shearer                           | 3:21    |  |
| 3.             | "STFU!"                             | Sawayama Crisp                                | Clarity                           | 3:23    |  |
| 4.             | "Comme des Garçons (Like the Boys)" | Sawayama Bram Inscore Nicole Morier           | Inscore                           | 3:01    |  |
| 5.             | "Akasaka Sad"                       | Sawayama Crisp                                | Clarity                           | 3:02    |  |
| 6.             | "Paradisin'"                        | Sawayama Crisp                                | Clarity                           | 3:06    |  |
| 7.             | "Love Me 4 Me"                      | Sawayama Inscore Morier                       | Clarity                           | 3:12    |  |
| 8.             | "Bad Friend"                        | Sawayama Jonny Lattimer                       | Sawayama Shearer Gilmore          | 3:28    |  |
| 9.             | "Fuck This World (Interlude)"       | Sawayama Crisp                                | Clarity                           | 2:45    |  |
| 10.            | "Who's Gonna Save U Now?"           | Sawayama Lattimer Richard Cooper              | Clarity                           | 3:21    |  |
| 11.            | "Tokyo Love Hotel"                  | Sawayama Lauren Aquilina Oscar Scheller       | Clarity                           | 4:27    |  |
| 12.            | "Chosen Family"                     | Sawayama                                      | Sawayama Danny L Harle            | 4:08    |  |
| 13.            | "Snakeskin"                         | Sawayama Crisp Lattimer                       | Clarity                           | 3:12    |  |
| Duração total: | Duração total:                      | Duração total:                                | Duração total:                    | 43:34   |  |

| Faixa bônus da edição japonesa |                  |                        |         |  |
| N.º                            | Título           | Compositor(es)         | Duração |  |
| 14.                            | "Tokyo Takeover" | Justin Tailor Sawayama | 3:27    |  |